# 9203 Myrtus
9203 Myrtus è un asteroide della fascia principale. Scoperto nel 1993, presenta un'orbita caratterizzata da un semiasse maggiore pari a 3,1653977 UA e da un'eccentricità di 0,1075879, inclinata di 2,57459° rispetto all'eclittica.
L'asteroide è dedicato all'omonimo genere di pianta tipica del Mediterraneo.